# Arauzo de Miel
Arauzo de Miel ist ein nordspanischer Ort und eine Gemeinde (municipio) mit insgesamt nur noch 272 Einwohnern (Stand: 2024) im Süden der spanischen Provinz Burgos in der autonomen Region Kastilien-León. Der Ort gehört zur bevölkerungsarmen Region der Serranía Celtibérica.

## Lage und Klima
Der Ort Arauzo de Miel liegt knapp 85 km (Fahrtstrecke) südöstlich der Provinzhauptstadt Burgos auf dem östlichen Ufer des Río Aranzuelo in einer Höhe von ca. 1010 m. Die nächstgrößere Stadt, Aranda de Duero, ist gut 35 km (Fahrtstrecke) in südwestlicher Richtung entfernt. Sehenswert ist auch der unter Denkmalschutz stehende Ort Coruña del Conde (ca. 15 km südlich). Das Klima ist trotz der Höhenlage gemäßigt bis warm; Regen (ca. 530 mm/Jahr) fällt übers Jahr verteilt.

## Bevölkerungsentwicklung
| Jahr      | 1857 | 1900 | 1950 | 2000 | 2017 |
| Einwohner | 852  | 820  | 978  | 395  | 326  |

Die Mechanisierung der Landwirtschaft und die Aufgabe bäuerlicher Kleinbetriebe haben seit der Mitte des 20. Jahrhunderts zu einem deutlichen Rückgang der Einwohnerzahlen geführt. Zur Gemeinde gehört auch der noch etwa 40 Einwohner zählende Weiler (pedanía) Dona Santos.

## Wirtschaft
Der Ort war und ist in hohem Maße von der Landwirtschaft geprägt; angebaut werden vorwiegend Weizen und Gerste. Seit  der Mitte des 20. Jahrhunderts ist der Tourismus in Form der Vermietung von Ferienwohnungen (casas rurales) eine wichtige Einnahmequelle der Gemeinde.

## Geschichte
Auf dem Gemeindegebiet wurden keltische oder keltiberische Siedlungsspuren entdeckt. Die Römerstadt Clunia befindet sich nur ca. 14 km südlich. westgotische und selbst maurische Spuren fehlen. Der Ort Arabuzo dürfte im Zuge der Wieder- oder Neubesiedlung (repoblación) nach der Rückeroberung (reconquista) der Gebiete nördlich des Duero im 10. Jahrhundert entstanden sein.

## Sehenswürdigkeiten
- Die dreischiffige Iglesia de Santa Eulalia ist eine imposante Hallenkirche des 16. Jahrhunderts; sie ist der hl. Eulalia von Mérida geweiht. Beeindruckend ist das später hinzugefügte Portal im Stil der späten Renaissance mit reichem Arabeskenschmuck. Im Kirchenschiff (nave) und in der Apsis befinden sich insgesamt fünf barocke Altarretabel (retablos).[6]
- Die im Äußeren eher schmucklose Ermita de Nuestra Señora de Soledad steht etwa 200 m von der Kirche entfernt.
- Die Häuser des Ortes sind weitgehend aus den vor Ort vorkommenden Materialien Bruchstein und Lehm gebaut.